# RAF Lossiemouth

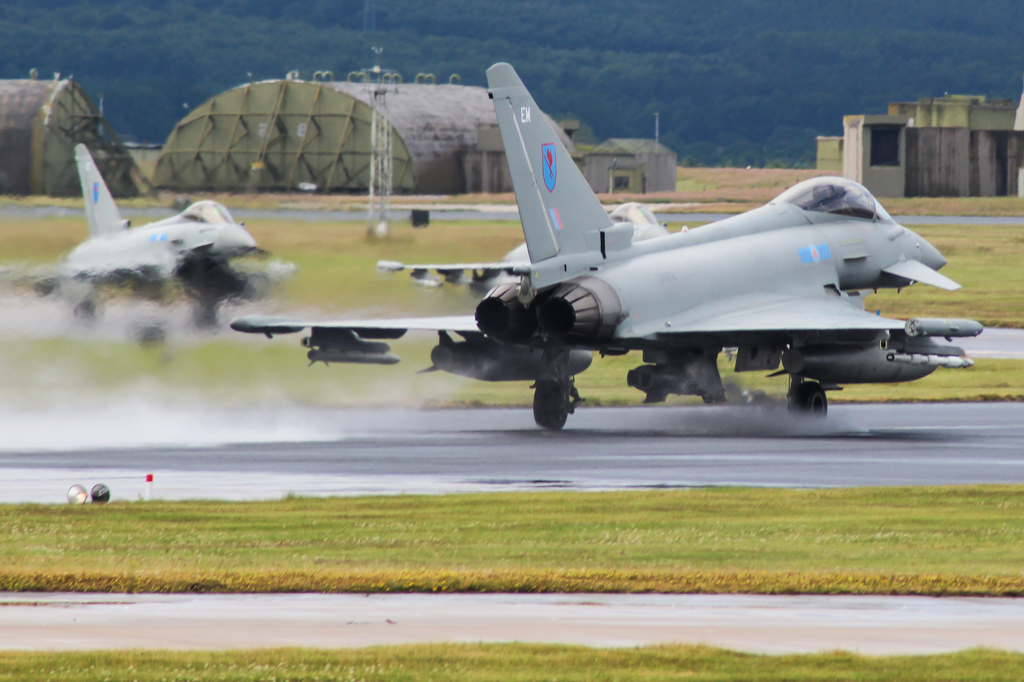
En Eurofighter Typhoon lättar från RAF Lossiemouth

RAF Lossiemouth är en brittisk militärflygbas i Moray i Skottland. RAF Lossiemouth vid Storbritanniens östkust. 
RAF Lossiemouth är bas för fyra enheter (squadrons) utrustade med Eurofighter Typhoon. RAF Lossiemouth är också bas för brittiska flygvapnets flotta av havsövervaknings- och ubåtsjaktflygplan, från 2020 och framåt uppbyggd med Boeing P-8 Poseidon, varav nio har beställts.
Flygfältet öppnade 1939 och drevs av RAF till 1946 och därefter av Royal Navys Fleet Air Arm. Från 1972 har det åter varit en bas för Royal Air Force.
Under andra världskriget var RAF Lossiemouth en bas för RAF Bomber Command.